# Another Bad Creation
Another Bad Creation, grupo de rap, new jack swing y urban creado en 1990 en Atlanta. Está formado por Chris Sellers, Dave Shelton, Romell Chapman, y los hermanos Demetrius Pugh y Marliss Pugh. Michael Bivins miembro fundador de New Edition los juntó en Atlanta y fue su productor en Motown. Han lanzado singles como "Where's ya little sita" o "I don't wanna be grown up" hasta 1999. 

## Discografía
| Año  | Título                                  | Discográfica |
| ---- | --------------------------------------- | ------------ |
| 1991 | Coolin' at the playground ya know       | Motown       |
| 1993 | It ain't what u wear it's how u play it | Motown       |

- Datos: Q2852347